# Судзуки, Сюнрю
Сюнрю Судзуки (яп. 鈴木 俊隆 Судзуки Сюнрю:, 18 мая 1904 — 4 декабря, 1971) — мастер дзэн (роси) школы Сото, популяризовавший дзэн в США и основавший центр дзэн в Сан-Франциско. Родился в городе Хирацука японской префектуры Канагава. Его иногда путают с исследователем буддизма Дайсэцу Судзуки, на что Судзуки отвечал: «Нет, он большой Судзуки, а я маленький Судзуки».

## Ученики
Среди известных воспитанников Сюнрю Судзуки:
- Тэнсин Реб Андерсон
- Стив Джобс[1]
- Дзэнтацу Ричард Бейкер
- Эдвард Эпсе Браун
- Дэвид Чадвик
- Дзякусё Квонг
- Содзюн Мэл Вейтсмэн